# Лоуренс Харгрейв
Лоуренс Харгрейв (англ. Lawrence Hargrave; 1850—1915) — австралійський винахідник, піонер авіації.

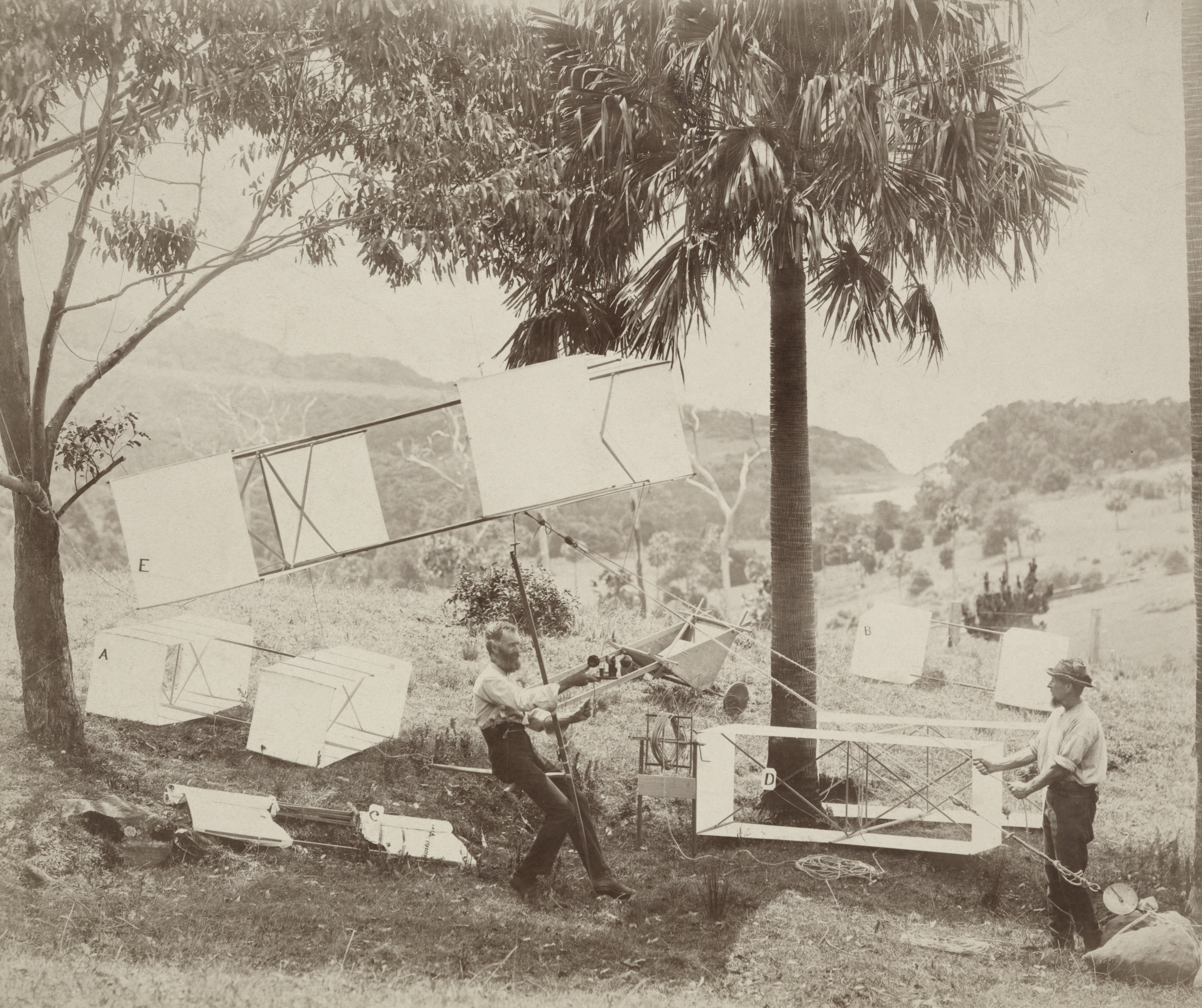
Лоуренс Харгрейв (ліворуч) і Свейн демонструють змія Харгвея

З раннього віку виявляв цікавість до експериментів, особливо з літаками. Після смерті батька у 1885 році та отримання спадщини, вийшов у відставку з обсерваторії, щоб зосередитися на повноцінних дослідженнях. Якийсь час приділяв особливу увагу дослідженням польоту птахів.
Обрав для життя та експериментів з літальними машинами Парк Стенвелл, у якому гарні умови для експериментів з вітром і який і нині є відомим місцем для парапланеристів в Австралії.
Винайшов багато пристроїв, серед них — коробчатого повітряного змія, здатного підняти людину, але ніколи не подавав заявки на патент.